# Griesstätt
Griesstätt è un comune tedesco di 2 591 abitanti, situato nel land della Baviera.